# Lagrange-Punkte

Lagrange-Punkte L_{1} bis L_{5} in einem System aus Zentralgestirn (gelb) und Planet (blau): L_{4} läuft dem Planeten voraus, L_{5} hinterher

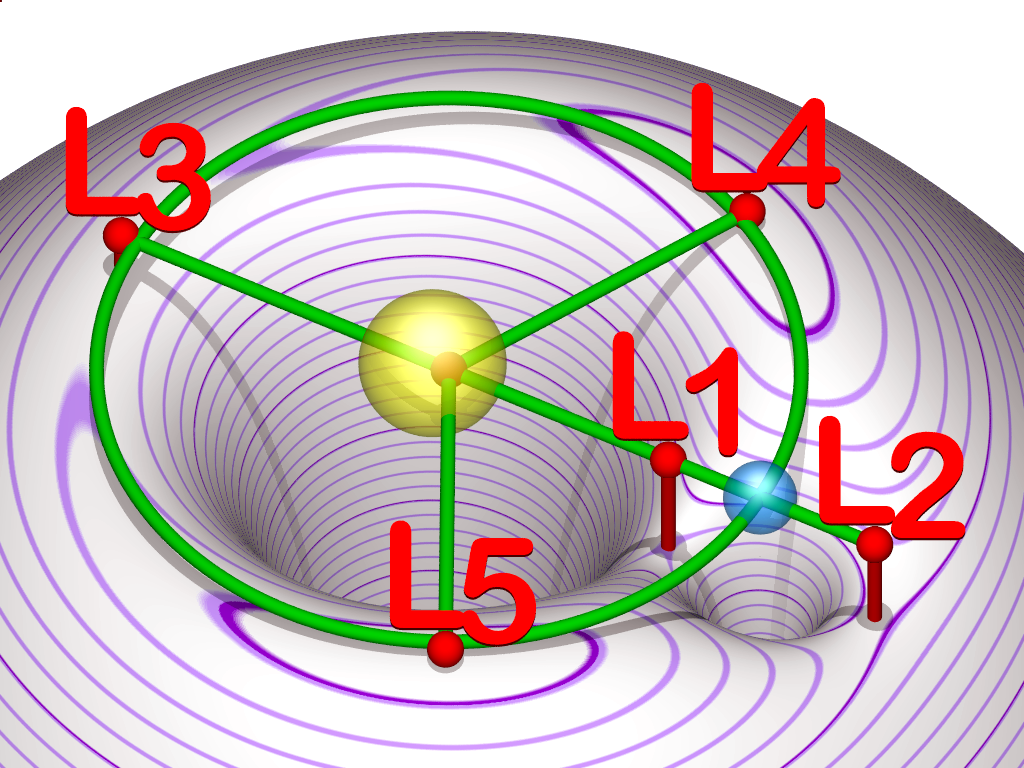
Äquipotentiallinien des Schwerefeldes im mitrotierenden Bezugssystem als Gummimatten-Modell in violett eingezeichnet. Schnitt in der Umlaufebene, Massenverhältnis 1:10, damit sich L_{1} und L_{2} deutlich absetzen.

Die Lagrange-Punkte oder Librationspunkte (von lateinisch libra „Waage“ und librare „das Gleichgewicht halten“) sind fünf Punkte im System zweier Himmelskörper (beispielsweise eines Sterns und eines ihn umkreisenden Planeten), an denen ein leichter Körper (etwa ein Asteroid oder eine Raumsonde) antriebslos den massereicheren Himmelskörper umkreisen kann, wobei er dieselbe Umlaufzeit wie der masseärmere Himmelskörper hat und sich seine Position relativ zu diesen beiden nicht ändert. Im Falle eines künstlichen Körpers ist dieser dann ein Satellit um den massereicheren Himmelskörper, aber kein Satellit um den masseärmeren Himmelskörper.
Mathematisch betrachtet sind die Lagrange-Punkte die Gleichgewichtspunkte des eingeschränkten Dreikörperproblems. Das allgemeine Dreikörperproblem der Himmelsmechanik ist nur numerisch näherungsweise lösbar, nicht aber analytisch. Mit der Einschränkung aber, dass der dritte Körper eine vernachlässigbare Masse hat, fanden Leonhard Euler und Joseph-Louis Lagrange fünf analytische Lösungen: In den nach Lagrange L1 bis L5 (auch L1 bis L5) genannten Punkten können dritte Körper kräftefrei ruhen. Es handelt sich um Nullstellen des Schwerefeldes in jenem rotierenden Bezugssystem, in dem auch die beiden schweren Himmelskörper (z. B. Sonne und Planet) ruhen. Das heißt, die Gravitationskräfte der beiden Körper auf den Probekörper werden gerade von der Zentrifugalkraft (aufgrund der Rotation des Bezugssystems) aufgehoben. In einem nichtrotierenden Bezugssystem laufen die Lagrange-Punkte synchron mit den beiden Himmelskörpern auf Kreisbahnen um den gemeinsamen Schwerpunkt.
Die Punkte L1 bis L3 sind in Tangentialrichtung stabil und in Radialrichtung instabil und damit insgesamt instabil. L4 und L5 sind dagegen Ljapunow-stabil: Befindet sich der Probekörper in einer Umgebung um den Lagrange-Punkt, so bleibt er auf einer geschlossenen Bahn in dieser Umgebung. Entscheidendes Element ist die außerhalb dieser Umgebung vernachlässigbare Corioliskraft.

## Schreibweise
In Lehrbüchern und den meisten wissenschaftlichen Artikeln wird die Schreibweise „L1, L2, …“ verwendet, da es sich um Lösungen mathematischer Gleichungen handelt. In der Raumfahrtliteratur, in astronomischen Datenbanken und in populärwissenschaftlichen Darstellungen wird hingegen die vereinfachte Schreibweise „L1, L2, …“ verwendet. Auch neuere wissenschaftliche Artikel verwenden teils die vereinfachte Schreibweise.

## Lage der Lagrange-Punkte
Alle fünf Lagrange-Punkte liegen in der Bahnebene der beiden schweren Körper. Drei liegen auf der Verbindungslinie der beiden Körper, der vierte und der fünfte bilden (bis auf relativistische Korrekturen) mit den beiden Körpern jeweils die Eckpunkte eines gleichseitigen Dreiecks.

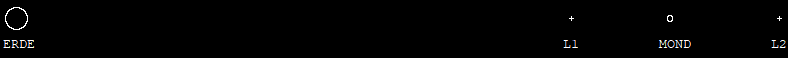
L_{1} und L_{2} im System Erde-Mond, maßstabsgetreu

Der innere Lagrange-Punkt L1 befindet sich zwischen den beiden betrachteten Körpern auf ihrer Verbindungslinie.

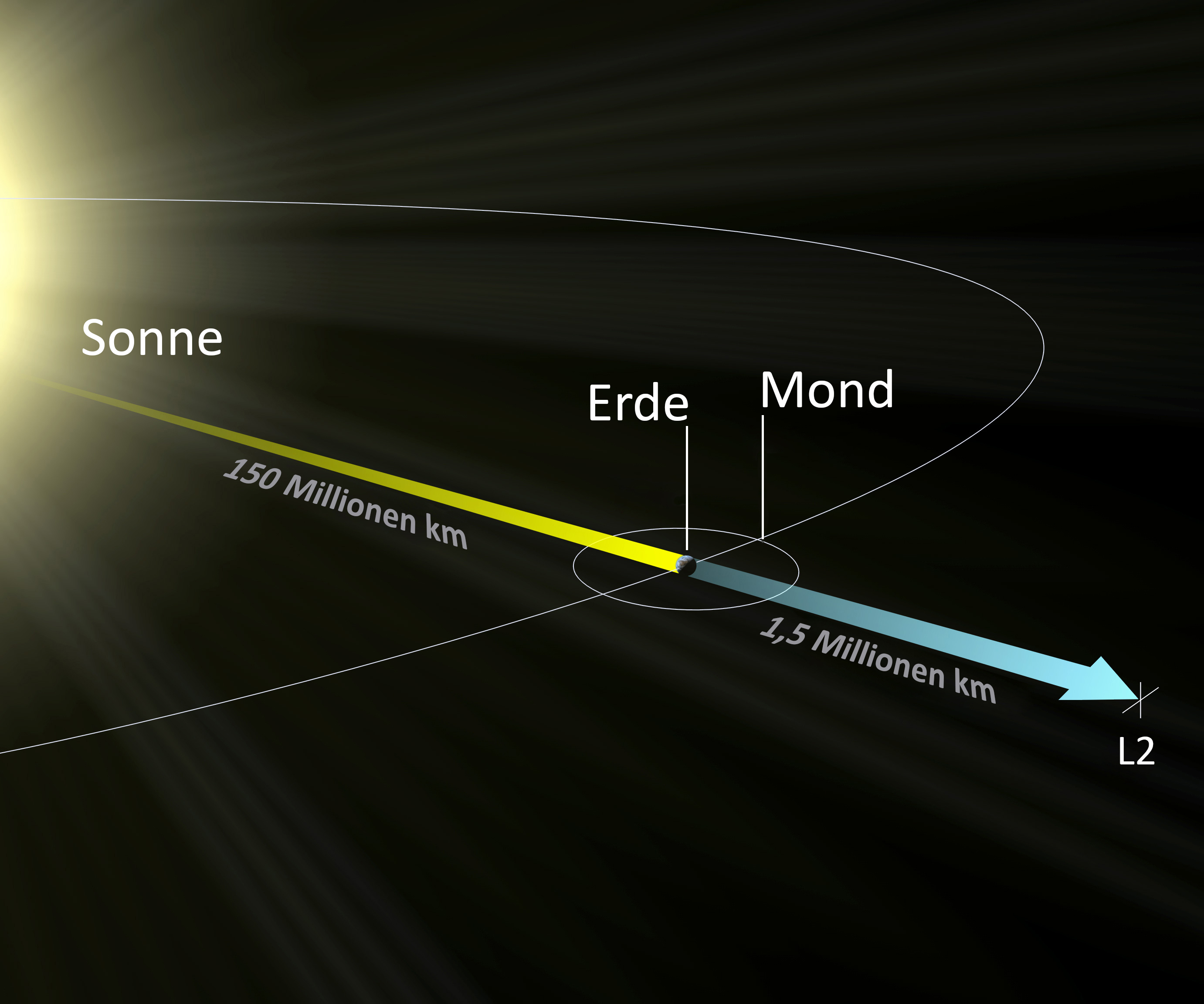
Position von L_{2} von Sonne und Erde

Der äußere Lagrange-Punkt L2 befindet sich hinter dem kleineren der beiden großen Körper auf ihrer Verbindungslinie.
Der Lagrange-Punkt L3 befindet sich (von dem kleineren Körper aus gesehen) hinter dem größeren Körper auf ihrer Verbindungslinie etwas außerhalb der Umlaufbahn des kleineren der beiden Körper.
Die Lagrange-Punkte L4 und L5 befinden sich jeweils am dritten Punkt zweier gleichseitiger Dreiecke, die die Verbindungslinie der Schwerpunkte der beiden großen Körper als gemeinsame Seite haben. L4 befindet sich in Umlaufrichtung des kleineren der beiden Körper vor ihm, L5 hinter ihm.

## Lagrange-Punkte des Sonnensystems

### L1des Systems Sonne-Erde
Der innere Lagrange-Punkt L1 des Sonne-Erde-Systems befindet sich ca. 1,5 Mio. km von der Erde entfernt in Richtung Sonne. Das entspricht etwa dem vierfachen Abstand Erde–Mond und 1 % des Abstands Erde–Sonne. Ein Blick von L1 zur Erde zeigt permanent auf die Tagseite, während L1 sich, von der Erde aus gesehen, vor der Sonnenscheibe befindet.
Ein Körper, der die Sonne innerhalb der Erdbahn umkreist, hätte normalerweise eine höhere Bahngeschwindigkeit als die Erde. Durch die Anziehungskraft der Erde wird jedoch die Anziehungskraft der Sonne auf den Körper geschwächt (die beiden Kräfte wirken entgegengesetzt), wodurch in L1 die dem Erdumlauf synchrone Umlaufgeschwindigkeit für das Kräftegleichgewicht ausreicht.
Der Lagrange-Punkt L1 im System Sonne-Erde dient vor allem als „Basis“ zur Sonnenbeobachtung. Ein Signal zu einem Raumfahrzeug an diesem Punkt benötigt ungefähr 10 Sekunden hin und zurück. Verschiedene Sonnenobservatorien und andere Raumsonden wurden in Umlaufbahnen um L1 stationiert:
- Schon 1978 brach die Sonde ISEE-3 zum L1 auf, um ihn bis 1982 zu umkreisen. Sie war die erste Sonde, die einen Lagrangepunkt umkreiste.
- Seit 1995 beobachtet SOHO aus einer L1-Umlaufbahn mit zwölf Messinstrumenten die Sonne. Dies ist eines der langlebigsten Projekte von ESA und NASA.
- Der Advanced Composition Explorer (ACE) der NASA zur Erforschung von Partikeln aus allen möglichen Quellen im Universum (u. a. der Sonne) umkreist L1 seit Anfang 1998.
- Die Raumsonde Genesis mit Instrumenten zur Erforschung des Sonnenwinds und zum Einfangen seiner Partikel war dort von 2001 bis 2004 positioniert.
- Seit 2015 befindet sich das Deep Space Climate Observatory der NASA in einem Lissajous-Orbit um den Lagrange-Punkt L1.
- Die Technologieerprobungssonde LISA Pathfinder war in einem Lissajous-Orbit um den Lagrange-Punkt L1.
- Aditya-L1, eine Sonnenbeobachtungssonde der ISRO, befindet sich seit Anfang 2024 in einem Orbit um L1 und kann die Funktionen von SOHO und ACE übernehmen.

### L1des Systems Erde-Mond
Der innere Lagrange-Punkt L1 des Systems Erde-Mond ist im Mittel ungefähr 58.000 km vom Massemittelpunkt des Mondes in der Richtung zur Erde hin entfernt, von der Erde aus gesehen etwa bei 6/7 der Entfernung zwischen beiden Himmelskörpern.
Nutzung durch Raumfahrzeuge:
- ARTEMIS, die Verlängerung der THEMIS-Missionen der NASA, führten unter anderem zum Lagrange-Punkt L1 von Erde und Mond.[5]

### L2des Systems Sonne-Erde
Der äußere Lagrange-Punkt L2 des Sonne-Erde-Systems befindet sich in einer Entfernung von ca. 1,5 Mio. km außerhalb der Erdbahn. Ein Blick von L2 zur Erde zeigt permanent die Nachtseite der Erde, umgeben von einem schmalen Sonnenring. Ein Signal zu einem Raumfahrzeug an L2 und wieder zurück benötigt ungefähr 10 Sekunden.
Normalerweise wäre außerhalb der Erdbahn die Umlaufdauer länger als die der Erde. Die zusätzliche Anziehung der Erde (Kräfte von Sonne und Erde auf den Körper sind gleichgerichtet) bewirkt jedoch eine kürzere Umlaufdauer, die im L2 wiederum gleich der Umlaufdauer der Erde ist.
Ein Orbit um den L2-Punkt des Systems Sonne-Erde bietet Vorteile für Weltraumteleskope, da die störende Strahlung von Sonne, Erde und Mond aus der gleichen Richtung auf die Teleskope trifft und somit bestmöglich abgeschirmt werden kann. Bei solar betriebenen Satelliten ist erforderlich, dass der Orbit um L2 außerhalb des Erdschattens liegt. Ein weiterer Vorteil eines Orbits um L2 ist die konstante Orientierung in Bezug zur Erde.
Folgende Weltraumteleskope wurden in Umlaufbahnen um L2 stationiert:
- Die WMAP-Raumsonde (Wilkinson Microwave Anisotropy Probe), die die kosmische Hintergrundstrahlung des Urknalls untersuchte, befand sich 2001–2010 in einer Umlaufbahn um den L2-Punkt des Systems Sonne-Erde.
- Die ESA stationierte dort im September 2009 das Infrarot-Teleskop Herschel und das Teleskop Planck zur Untersuchung der Hintergrundstrahlung.[8]
- Von Januar 2014 bis 2025 umkreiste das Astrometrie-Teleskop Gaia der ESA den L2.[9]
- Seit Oktober 2019 ist das Röntgenteleskop eROSITA am L2 stationiert.
- Seit dem 24. Januar 2022 ist das James-Webb-Weltraumteleskop in einem Halo-Orbit um L2.[10]
- Im Juli 2023 stationierte die ESA das Teleskop Euclid in einem Orbit um diesen L2-Punkt.
- Das künftige Nancy Grace Roman Space Telescope soll dort stationiert werden

### L2des Systems Erde-Mond
Der äußere Lagrange-Punkt des Systems Erde-Mond ist im Mittel ungefähr 64.500 km vom Massemittelpunkt des Mondes in Richtung von der Erde weg entfernt.
Nutzung durch Raumfahrzeuge:
- Die ARTEMIS-Missionen der NASA führten 2011 unter anderem zum Lagrange-Punkt L2 von Erde und Mond.[5]
- 2018 nahm Queqiao, ein Relais-Satellit der chinesischen Chang’e-4-Mission, einen Halo-Orbit um L2 ein.[11]

### L3des Systems Sonne-Erde
Im Fall Sonne-Erde liegt der dritte Lagrange-Punkt auf der uns gegenüberliegenden Seite der Sonne, knapp 190 km weiter entfernt von der Sonne als die Umlaufbahn der Erde. In diesem Punkt bewirken die (gleichgerichteten) kombinierten Anziehungskräfte von Erde und Sonne wieder eine Umlaufdauer, die gleich der der Erde ist.
Ein Raumfahrzeug am L3 des Systems Sonne-Erde befindet sich hinter der Sonne und Radiosignale von und zu diesem Punkt werden von der Sonne blockiert und durch Radiowellen der Sonne gestört. Eine genaue Positionsbestimmung ist von der Erde aus nicht möglich. Raumfahrzeuge auf erdähnlichen Umlaufbahnen in der Nähe dieses Punkts müssen ihre Daten speichern, bis sie ihre Position bei L3 verlassen haben und eine Kommunikation wieder möglich ist. Der L3-Punkt ist also der ungünstigste Aufenthaltsbereich für Raummissionen.
Der L3-Punkt war in Science-Fiction-Büchern und Comics ein beliebter Ort für eine hypothetische (für uns aufgrund der Sonne nicht sichtbare) „Gegenerde“. Da die Masse einer gleichschweren „Gegenerde“ in dem System jedoch nicht mehr zu vernachlässigen wäre, handelte es sich hier um ein etwas anders gelagertes Dreikörperproblem und L3 läge aus Symmetriegründen exakt auf der Umlaufbahn der Erde.

### Objekte an L4- und L5-Punkten
Im Gegensatz zu L1, L2 und L3 sind L4 und L5 stabil, d. h., in ihrer Nähe können sich Körper auch ohne Bahnkorrektur dauerhaft aufhalten. Daher können an diesen Punkten natürliche Objekte erwartet werden. Ist der Punkt L4 bzw. L5 nicht genau getroffen, so beschreibt das entsprechende Objekt eine Umlaufbahn um den Lagrangepunkt. Tatsächlich befinden sich in der Nähe von L4- und L5-Punkten eine Vielzahl von Staubwolken und Kleinkörpern, insbesondere auf den Umlaufbahnen der großen Planeten. Asteroiden oder Monde, die sich im näheren Umkreis dieser Punkte befinden, werden von Astronomen auch Trojaner oder Trojanermonde genannt. In einer Umlaufbahn um L4 der Erde befindet sich der 2010 entdeckte Asteroid (706765) 2010 TK7 sowie der 2020 entdeckte (614689) 2020 XL5. Letzterer hat einen mittleren Durchmesser von 1 km und ist damit etwa zweieinhalb Mal so groß wie der 2010 entdeckte Trojaner.
Beispiele
- System Sonne-Jupiter (Jupitertrojaner): In der Umgebung der Punkte L4 und L5 des Jupiter halten sich die (erstmals bei Jupiter so genannten) Trojaner auf, eine Gruppe von Asteroiden. Sie haben dieselbe Umlaufperiode wie Jupiter, eilen ihm aber im Mittel 60° vor bzw. nach und umkreisen dabei die Punkte L4 und L5 periodisch in weiten Bögen. Bislang sind an L4 und L5 circa 8300 beziehungsweise 4700 Trojaner bekannt (Stand Anfang 2023) und in den Asteroidenlisten des Minor Planet Center erfasst,[12] die Gesamtzahl wird auf einige Zehntausend geschätzt. Die Jupitertrojaner im Bereich des Lagrange-Punktes L4 werden auch als Griechen bezeichnet. Der erste Trojaner (588) Achilles wurde 1906 von Max Wolf entdeckt. Der weitaus größte Trojaner dürfte der 1907 entdeckte (624) Hektor sein, ein unregelmäßig geformter Asteroid von 416 km × 131 km × 120 km Ausdehnung.
Die Raumsonde Lucy wurde 2021 gestartet, um diverse Jupitertrojaner bei L4 und L5 aus der Nähe zu beobachten.

- System Sonne-Mars:
  - 1990 wurde auch am Librationspunkt L5 des Mars ein Mars-Trojaner entdeckt, der (5261) Eureka getauft wurde. Mittlerweile hat man acht weitere Mars-Trojaner entdeckt, davon einen am L4-Punkt.

- System Sonne-Neptun:
  - Ende 2001 fand man auch 60° vor Neptun einen Trojaner. Mit dem 4-m-Spiegelteleskop am Cerro Tololo aufgenommen, erhielt er den provisorischen Namen (612243) 2001 QR322, war aber erst nach einem Jahr „gesichert“. Er umrundet die Sonne wie Neptun in 166 Erdjahren.
  - 2010 wurde dann auch erstmals ein Neptuntrojaner am Lagrangepunkt L5, 60° hinter Neptun, nachgewiesen, 2008 LC18.
  - Mit Stand August 2022 waren 27 Trojaner an L4 und 4 an L5 bekannt.

- System Sonne-Uranus:
  - Mit (687170) 2011 QF99 wurde ein Uranustrojaner an L4 gefunden.

- System Sonne-Erde (Erdbegleiter):
  - Für die Erde wurde von Astronomen der Athabasca University in Kanada im Jahr 2010 der erste bekannte Trojaner entdeckt, der Asteroid 2010 TK7. Die Entdeckung wurde im Juli 2011 veröffentlicht.[14][3] Er bewegt sich um den Lagrange-Punkt L4.
  - Im Dezember 2020 spürte das Pan-STARRS-Teleskop einen weiteren verdächtigen Lichtpunkt am Lagrangepunkt 4 auf; die Beobachtung wurde vom SOAR-Teleskop auf dem Cerro Pachon in Chile bestätigt. Nach diesen Untersuchungen könnte dieser Asteroid einen mittleren Durchmesser von 1,2 Kilometer haben und damit rund dreimal so groß wie 2010 TK7.
  - In den 1950er Jahren wurden Staubwolken um die L4- und L5-Punkte des Systems Sonne-Erde gefunden.
  - Die geplanten Sonnenobservatorien Xihe 2 und ESA Vigil sollen sich bei L5 aufhalten und von dort die Sonne beobachten und Informationen über das Weltraumwetter sammeln. Es sind die bislang einzigen Raumfahrzeuge, die an L4 oder L5 stationiert werden sollen.
- System Erde-Mond
  - In den L4- und L5-Punkten des Systems Erde-Mond wurden ebenfalls sehr schwache Staubwolken gefunden, die Kordylewskischen Wolken. Sie sind noch schwächer ausgeprägt als der lichtschwache Gegenschein.
  - Es gibt einige Asteroiden, die sich auf einer sogenannten Hufeisenumlaufbahn zusammen mit der Erde (also einer mittleren Umlaufdauer von einem Jahr) um die Sonne bewegen. Der Übergang von einem Trojaner zu einer Hufeisenbahn ist fließend: Wenn der Abstand eines Trojaners zum L4- oder L5-Punkt zu groß ist, dann wird er einmal auf der Erdbahn den der Erde entgegengesetzten Punkt überschreiten und dann in Richtung des anderen Lagrange-Punktes wandern. Insbesondere die Bahn des am 9. Januar 2002 mit Hilfe der automatischen Himmelsüberwachung LINEAR (Lincoln Near Earth Asteroid Research) entdeckten Asteroiden 2002 AA29 (ein Objekt mit nicht einmal 100 m Durchmesser) ist bemerkenswert. Er umkreist die Sonne auf einer der Erdbahn sehr ähnlichen Umlaufbahn, wobei er vom mit der Erdbewegung mitbewegten Bezugssystem aus gesehen entlang der Erdbahn im Lauf von 95 Jahren einen Bogen von fast 360° beschreibt, den er in weiteren 95 Jahren wieder zurückschwingt. Die Form des Bogens erinnert an ein Hufeisen, daher der Name Hufeisenbahn. Die stabilste derzeit bekannte Hufeisenbahn eines Erdbegleiters besitzt (419624) 2010 SO16.

- Mondsystem des Saturns (Koorbitale Monde, Trojanermonde):
  - Weitere Trojaner gibt es im Mondsystem des Saturns. So hat der Saturnmond Tethys die kleinen Monde Telesto in seinem L4- und Calypso an seinem L5-Punkt.
  - Der Saturnmond Dione hat die Monde Helene und Polydeuces an seinem L4- bzw. L5-Punkt.

## Näherungslösungen von Euler und Lagrange

### Lagrange-Punkte L1bis L3
Die Positionen lassen sich analytisch herleiten, wenn man die drei Massen auf einer rotierenden Linie anordnet und für jede der drei Massen fordert, dass die gravitative Anziehung der beiden anderen Massen sie auf einer Kreisbahn hält. Dies führt jedoch zu Gleichungen fünften Grades.
Näherungslösungen dieser Gleichungen sind (der relative Fehler bezogen auf {\displaystyle l_{2}-r} beim System Sonne – Erde beträgt etwa 0,33 %, bei Erde-Mond bis zu 6 %):
{\displaystyle \textstyle l_{1}=r\left(1-{\sqrt[{3\,}]{\frac {\mu }{3}}}\right)}
{\displaystyle \textstyle l_{2}=r\left(1+{\sqrt[{3\,}]{\frac {\mu }{3}}}\right)}
{\displaystyle \textstyle l_{3}=-r\left(1+{\frac {5\mu }{12}}\right)}
mit dem Abstand {\displaystyle r} zwischen den beiden Körpern mit den Massen {\displaystyle m} und {\displaystyle M} sowie {\displaystyle \textstyle \mu ={\frac {m}{m+M}}}.
{\displaystyle l_{1}}, {\displaystyle l_{2}} und {\displaystyle l_{3}} sind die (vorzeichenbehafteten) Abstände der jeweiligen Lagrangepunkte vom schwereren Körper der Masse {\displaystyle M}. Genauere Formeln können durch Potenzreihenentwicklungen nach {\displaystyle \nu ={\sqrt[{3\,}]{\tfrac {\mu }{3}}}} hergeleitet werden, z. B. die Näherung zweiter Ordnung
{\displaystyle \textstyle l_{2}=r\left(1+\nu +{\frac {\nu ^{2}}{3}}-{\frac {\nu ^{3}}{9}}+\ldots \right)}
mit einem relativen Fehler kleiner als {\displaystyle 0{,}8\ \nu ^{3}} ({\displaystyle \nu } ≤ 1/4). Dies liefert beim System Erde – Mond eine Ungenauigkeit von nur noch etwa 0,3 % und beim System Sonne – Erde von 0,00008 %. Letzteres entspricht immerhin noch einer Ungenauigkeit von etwa 1,2 km. Für konkrete Werte von {\displaystyle \nu } gelangt man von diesen Näherungen mit dem Newton-Verfahren zu höherer Genauigkeit.

### Lagrange-Punkte L4und L5
Wenn man drei Körper mit gleicher Masse umeinander auf einer gemeinsamen Kreisbahn rotieren lässt, liegen der Massenmittelpunkt und das Gravizentrum der Anordnung im Mittelpunkt der Kreisbahn. Bei einer bestimmten, vom Abstand der Massen abhängigen Winkelgeschwindigkeit ist jeder der drei Körper kräftefrei und das System befindet sich im Gleichgewicht. Die direkte Gravitationswirkung der drei Körper aufeinander ist dann ausgeglichen, wenn auf der Kreisbahn die drei Körper den gleichen Abstand zueinander einnehmen. Das kann aber nur in einem gleichseitigen Dreieck der Fall sein. Dort ist der Winkel der einzelnen Seiten zueinander gleich und beträgt 60°.
Verändert man nun die Massen, dann wird der gemeinsame Schwerpunkt, um den das System rotiert, zu der schwersten Masse hin verschoben. Die Eigenschaft, dass das Dreieck gleichseitig ist und folglich die Winkel der Massen zueinander 60° sind, wird dadurch aber nicht beeinflusst.
Somit ist der Abstand zu den beiden Lagrange-Punkten L4 und L5 gleich der Entfernung zwischen den beiden schweren Himmelskörpern r, und die Entfernung zum Fußpunkt bzw. die x-Koordinate und der seitliche Abstand bzw. die y-Koordinate betragen
{\displaystyle \textstyle l_{x}=r\cdot \cos 60^{\circ }={\frac {1}{2}}r}
{\displaystyle \textstyle l_{y}=r\cdot \sin 60^{\circ }={\frac {\sqrt {3}}{2}}r}

### Herleitung der Librationspunkte durch Lagrange
Bei vergleichbar großen Massen bewegen sich drei Körper in einem Rotationssystem im Allgemeinen chaotisch umeinander. Anders sieht es aus, wenn entweder die Masse der drei Körper gleich groß oder einer der drei Körper sehr klein gegenüber den beiden anderen ist. Lagrange betrachtete den letzteren Fall. Der erstere ist hingegen gut verwendbar zum Einstieg in das Verständnis des Effekts, der zum Gleichgewicht im letzteren Fall führt:
Lagrange ging in seiner Herleitung davon aus, dass einer der Körper eine verschwindend geringe Masse haben soll, sodass der Masseschwerpunkt nur noch von den beiden schwereren Körpern bestimmt wird und zwischen diesen liegt; außerdem davon, dass die beiden schwereren deutlich unterschiedliche Masse haben, also im Wesentlichen der mittelschwere (Planet) um den schwersten (Sonne) kreist. Außerdem davon, dass auch dann, wenn einer der beiden massereichen Körper der deutlich schwerste (Sonne) ist, dieser Masseschwerpunkt deutlich aus dessen Mittelpunkt herausgeschoben ist. Das bedeutet unter anderem, dass der massereichste Körper (Sonne) aufgrund der Wechselwirkung mit dem zweitschwersten Körper (Planet) deutlich um den gemeinsamen Masseschwerpunkt herum wandert. Genau dann und proportional zu dieser Verschiebung des Masseschwerpunkts passiert es, dass die beiden massereichen Körper am Schwerpunkt vorbei aus entgegengesetzten Richtungen auf den kleinsten Körper im betrachteten System einwirken können – ähnlich dem eingangs betrachteten Rotationssystem mit den drei gleich großen Massen, nur dass der Winkel, unter dem der schwerste Körper (Sonne) auf den betrachteten Kleinkörper am Masseschwerpunkt vorbeiwirkt, extrem klein (aber trotzdem ungleich 0) ist.
Nun zeigt sich, dass im Fall relativ großer Massenverhältnisse erstens wieder eine stabile Bahn der drei Körper zustande kommt und zweitens das Gebilde unabhängig vom konkreten Massenverhältnis immer jenes gleichseitige Dreieck bleibt (nur dass es um einen Schwerpunkt nahe bei der Sonne anstatt genau in der Mitte der drei Körper kreist).
Das Modell ist nicht ohne Weiteres auf Mehrplanetensysteme wie unser Sonnensystem anwendbar. Die Auslenkung der Sonne um ihren Mittelpunkt wird bei uns im Wesentlichen von Jupiter bestimmt. Dieser Planet ist es dann auch, der als einziger etliche Masseteilchen um seine Lagrange-Punkte L4 und L5 herum angesammelt hat. Alle anderen Planeten lenken die Sonne im Verhältnis dazu nur zu Bruchteilen ab, sodass die Bewegung der Sonne aus deren Sicht von einer chaotischen Funktion hoher Amplitude in Bezug auf das Lagrange-Modell überlagert ist. Durch statistische Effekte (unterschiedliche Umlauffrequenzen) und lineare Überlagerung können die Lagrange-Punkte allerdings auch bei den kleineren Planeten wirken.

## Stabilität der Lagrange-Punkte

Qualitativer Konturplot des effektiven Potentials V_{eff}(x_{m}, y_{m}) für eine Testmasse m in einem System aus einem Planeten (Erde) und seinem Zentralgestirn (Sonne), in der Bahnebene des Planeten (die natürlich auch das Zentralgestirn enthält)

Die ersten drei Lagrangepunkte sind nur bezüglich Abweichungen senkrecht zu der Verbindungslinie zwischen den beiden großen Körpern stabil, während sie bezüglich Abweichungen in Richtung dieser Verbindungslinie instabil sind. Am einfachsten kann man das anhand des L1-Punktes sehen. Auf eine Testmasse m, die von L1 aus entlang eines der roten Pfeile senkrecht von der Verbindungslinie entfernt wird, wirkt eine Kraft zurück in den Gleichgewichtspunkt (in y-Richtung: anziehende Effektivkraft). Grund dafür ist, dass die waagerechten Kraftkomponenten der beiden großen Körper sich gegenseitig aufheben, während sich ihre senkrechten Kraftkomponenten addieren. Wird hingegen ein Objekt von L1-Punkt aus etwas näher an einen der beiden anderen Körper bewegt (die blauen Pfeile), so ist die Gravitationskraft des Körpers, dem er näher gekommen ist, größer: Er entfernt sich also vom Gleichgewichtspunkt (in x-Richtung: abstoßende Effektivkraft). Das Objekt verhält sich also so ähnlich, wie sich eine Kugel auf einer Sattelfläche verhalten würde, deren tiefere Bereiche zu den beiden großen Körpern zeigen.
Die Punkte L1 und L2 sind also zwar instabil, aber dennoch von Nutzen, da beispielsweise geringe Korrekturmanöver einer Raumsonde ausreichen, um sie dort zu halten. Ohne diese würde sie sich von diesen Punkten entfernen.
Im Gegensatz dazu sind um L4 und um L5 stabile Bahnen möglich, sofern das Massenverhältnis der beiden großen Körper größer als {\textstyle (25+{\sqrt {621}})/2\approx 25} ist. So ist zum Beispiel das Verhältnis der Sonnenmasse 2 · 1030 kg zur Erdmasse 6 · 1024 kg weitaus größer.
Wird ein an diesen Punkten befindlicher kleiner Körper leicht ausgelenkt, so bringt ihn die Corioliskraft aus der Sicht des Bezugssystems, in dem die Lagrangepunkte ruhen, in eine nierenförmige Umlaufbahn um diesen Punkt. Er bleibt also auch ohne Korrekturmanöver in der Nähe dieser Punkte.